# Энциклопедия Русской Америки
Энциклопедия Русской Америки (ЭРА) — онлайн проект, рассказывающий о видных деятелях русскоязычной общины США.
Энциклопедия представляет собой 15-минутные видео-интервью с русско-американскими политиками, художниками, писателями, музыкантами, бизнесменами и др.
Помимо интервью в профайле каждой персоны присутствует биографическая справка и линки на публикации в интернете.
На сегодняшний день в ЭРА представлены такие деятели, как скульптор Эрнст Неизвестный, писатели Наум Коржавин, Бел Кауфман и Юз Алешковский, художники Виталий Комар и Юрий Горбачёв, председатель русского дворянского собрания США Кирилл Эрастович Гиацинтов и многие другие.
Создателями Энциклопедии Русской Америки являются журналист Геннадий Кацов и меценат Джозеф Клейнерман.
Энциклопедия Русской Америки размещена на портале RUNYweb.com